# Ricardo Castellví y de Ibarrola
Ricardo Antonio Nicolás Castellví y de Ibarrola (Turín, 1 de septiembre de 1836 - Madrid, 17 de abril de 1876) fue un aristócrata y político español, X conde de Carlet, diputado a Cortes durante la Restauración borbónica.

## Biografía
Era hijo de Antonio Nicolás de Castellví y Shelly y de María del Carmen de Ibarrola y Mollinedo. En 1863 heredó el título de conde de Carlet e ingresó en la Orden de Montesa. En 1875 fue nombrado caballerizo mayor del rey Alfonso XII. Fue elegido diputado por el distrito de Játiva en las elecciones generales de 1876. Aun así, murió dos meses después y fue sustituido en su escaño por Vicente Oliag Carrá.
Se casó con Mercedes Gordon y Prendergast y fue padre de la escritora Isabel María del Carmen de Castellví y Gordon. Fue abuelo del futbolista catalán Juan Armet.